# Ecuación de Monge-Ampère
En matemáticas, una ecuación de Monge-Ampère es una ecuación diferencial parcial de segundo orden no lineal de tipo especial. Una ecuación de segundo orden para la función desconocida u de dos variables x, y es de tipo Monge-Ampère si es lineal el determinante de la matriz hessiana de u y en las derivadas parciales de segundo orden de u. Las variables independientes (x, y) varían en un dominio dado D de {\displaystyle \mathbb {R} ^{2}}. El término también se aplica a ecuaciones análogas con n variables independientes. Los resultados más completos hasta ahora se han obtenido cuando la ecuación es elíptica.
Las ecuaciones de Monge-Ampère surgen con frecuencia en la geometría diferencial, por ejemplo, en los problemas de Weyl y Minkowski en geometría diferencial de superficies. Primero fueron estudiados por Gaspard Monge en 1784 y más tarde por André-Marie Ampère en 1820. Los resultados importantes en la teoría de las ecuaciones de Monge-Ampère han sido obtenidos por Serguéi Bernstéin, Aleksei Pogorelov, Charles Fefferman y Louis Nirenberg.

## Descripción
La ecuación de Monge-Ampere es una ecuación diferencial parcial de segundo orden de la forma
{\displaystyle {\frac {\partial ^{2}z}{\partial x^{2}}}{\frac {\partial ^{2}z}{\partial y^{2}}}-\left({\frac {\partial ^{2}z}{\partial x\partial y}}\right)^{2}=a{\frac {\partial ^{2}z}{\partial x^{2}}}+2b{\frac {\partial ^{2}z}{\partial x\partial y}}+c{\frac {\partial ^{2}z}{\partial y^{2}}}+\phi ,}
cuyos coeficientes dependen de las variables {\displaystyle x}, {\displaystyle y} y función desconocida {\displaystyle z(x,y)} y sus primeras derivadas {\displaystyle {\frac {\partial z}{\partial x}},\ {\frac {\partial z}{\partial y}}.}
También se puede escribir teniendo en cuenta dos variables independientes x y y, y una variable dependiente u, la ecuación general Monge-Ampère de la forma
{\displaystyle L[u]=A(u_{xx}u_{yy}-u_{xy}^{2})+Bu_{xx}+2Cu_{xy}+Du_{yy}+E=0,}
donde A, B, C, D y E son funciones que dependen solo de las variables de primer orden x, y, u, ux, y uy.

## Teorema de Rellich
Sea {\displaystyle \Omega } un dominio delimitado en {\displaystyle \mathbb {R} ^{3}} y suponga que en {\displaystyle \Omega } A, B, C, D y E son funciones continuas de x y y solamente. Considere el problema de Dirichlet para encontrar U de manera que
{\displaystyle L[u]=0,\quad {\text{en}}\ \Omega }
{\displaystyle u|_{\partial \Omega }=g.}
Si
{\displaystyle BD-C^{2}-AE>0,}
entonces el problema de Dirichlet tiene como máximo dos soluciones.

## Resultados de elipticidad
Supongamos ahora que x es una variable con valores en un dominio en {\displaystyle \mathbb {R} ^{n}}, y que f(x,u,D²u) es una función positiva. Luego la ecuación de Monge-Ampère
{\displaystyle L[u]=\det D^{2}u-f(\mathbf {x} ,u,Du)=0\qquad \qquad (1)}
es una ecuación diferencial parcial elíptica no lineal (en el sentido de que su linealización es elíptica), siempre que se concentre la atención en las soluciones convexas.
En consecuencia, el operador L satisface las versiones del principio máximo, y en particular las soluciones al problema de Dirichlet son únicas, con tal de que existan.

## Aplicaciones
Las ecuaciones de Monge-Ampère surgen naturalmente en varios problemas en la geometría de Riemann, la geometría de conformación y la geometría de CR . Una de las aplicaciones más simples es el problema de la curvatura de Gauss prescrita . Supongamos que una función de valor real K se específica en un dominio {\displaystyle \Omega } en {\displaystyle \mathbb {R} ^{n}}, el problema de la curvatura de Gauss prescrita busca identificar una hipersuperficie de {\displaystyle \mathbb {R} ^{n+1}} como un gráfico z = u(x) sobre x ∈ {\displaystyle \Omega } de modo que a cada punto de la superficie, la curvatura de Gauss viene dada por K(x) La ecuación diferencial parcial resultante es
{\displaystyle \det D^{2}u-K(\mathbf {x} )(1+|Du|^{2})^{(n+2)/2}=0.}
Este problema fue resuelto en 1953 por Nirenberg.
Las ecuaciones de Monge-Ampère están relacionadas con el problema de transporte masivo óptimo de Monge-Kantorovich , cuando el «costo funcional» está dado por la distancia euclidiana.
Una inesperada de la aplicación en el campo de la teoría de cuerdas resultado de un resultado 1978 publicada de Yau, una conjetura de Calabi en la curvatura de ciertos colectores Kahler por medio de la solución de un complejo de la ecuación de Monge-Ampere demostró (conjunto de Yau). Hoy se habla en consecuencia de variedades de Calabi-Yau.
Importantes contribuciones a las ecuaciones de Monge-Ampère en el siglo XX fueron Hermann Weyl, Franz Rellich, Erhard Heinz, Louis Nirenberg, Shing-Tung Yau, Luis Caffarelli y Alekséi Vasilievich Pogorélov.